# Malik Zulu Shabazz
Malik Zulu Shabazz (7 settembre 1966) è un avvocato statunitense.
Shabazz è noto per esser stato presidente del New Black Panther Party; dal 2013 è il presidente dei Black Lawyers for Justice, di cui è cofondatore.
Shabazz è stato descritto dall'Anti-Defamation League come antisemita e razzista, mentre è stato inserito dal Southern Poverty Law Center nella lista degli estremisti di destra in seguito alle proteste del 2002 a Washington D.C. in cui Shabazz ha urlato: "Uccidete ogni sionista in Israele! Anche i bambini e le donne! Fate esplodere i supermercati sionisti!".

## Biografia
Shabazz è nato nel 1966 con il nome di Paris Lewis ed è cresciuto a Los Angeles.
Nel 1997 Shabazz entra all'interno del New Black Panther Party e nel 2001, in seguito alla morte del presidente, ne prende il posto.
I principi su cui ha fondato la sua presidenza sono: il nazionalismo nero, il potere nero, la richiesta di risarcimento per la schiavitù, le teorie del complotto sull'attentato al World Trade Center dell'11 settembre 2001, la visione secondo cui gli Ebrei abbiano controllato la tratta atlantica degli schiavi africani, l'Antisionismo.
Nel 2015 ha organizzato una protesta a Baltimora in seguito alla morte di Freddie Gray, venticinquenne afroamericano morto in custodia nel dipartimento di polizia di Baltimora. Gli organizzatori delle proteste pacifiche hanno descritto Shabazz come  "agitatore di folle" e si sono discostati dalle sue azioni.